# Unleashed (Skillet)
Unleashed  è un album discografico del gruppo musicale statunitense Skillet, pubblicato nel il 6 agosto 2016 dall'Atlantic Records.
| Recensione | Giudizio |
| ---------- | -------- |
| AllMusic   |          |

Annunciato il 20 maggio con l'uscita del singolo Feel Invincibile e il nuovo cover album, una settimana dopo è stata pubblicata Stars. L'8 luglio viene postato sul loro canale YouTube Back From the Dead.
Il 10 ottobre 2017, gli Skillet hanno annunciato, su Instagram, che verrà pubblicata una Deluxe Edition del CD, intitolata Unleashed Beyond, prevista per il 17 novembre.

## Il disco
Il 16 febbraio 2015, gli Skillet annunciarono che stavano lavorando al nuovo album, in uscita a fine 2015 o inizio 2016. Per questo album, la band ha lavorato con Brian Howes, che aveva prodotto Comatose.
L'8 aprile 2016, la band pubblicò una preview di Out of Hell.

## Stile musicale
Il nuovo album si presenta con dei brani aggressivi ed energici volti alla reazione ed alla fede. Il genere oscilla tra Hard rock/Alternative metal ed il pop. Si sperimenta un ritorno al passato con influenze elettroniche più pesanti, come già visto in Alien Youth.

## Singoli
Il primo singolo dell'album è Feel Invincibile, pubblicato il 29 giugno 2016. La canzone è stato il tema dell'evento pay-per-view della WWE Battleground del 2016.
Il 26 maggio è stato pubblicato il lyric video di Stars, insieme alla preview di Back From the Dead, uscita poi ufficialmente l'8 luglio 2017.

## Copertina dell'album
La copertina raffigura il bassista e voce, nonché leader fondatore della band John Landrum Cooper. Non accadeva da Awake del 2009 (dove era quasi totalmente coperto da delle bende). La cover è sempre in tema energico con il cantante che urla inquadrato di profilo su sfondo nero. Pubblicata per la prima volta il 18 maggio assieme al singolo Feel Invincible.

## Tracce
1. Feel Invincible – 3:50
2. Back from the Dead – 3:34
3. Stars – 3:46
4. I Want to Live – 3:29
5. Undefeated – 3:36
6. Famous – 3:18
7. Lions – 3:25
8. Out of Hell – 3:34
9. Burn it Down – 3:16
10. Watching for Comets – 3:29
11. Saviors of the World – 3:46
12. The Resistance – 3:52

Durata totale: 42:55

### Unleashed Beyond
1. Breaking Free (feat. Lacey Sturm) – 3:53
2. Stay Till the Daylight – 3:45
3. Brave – 3:49
4. You Get Me High – 3:17
5. Set It Off – 3:49
6. Feel Invincible (Y2K Remix) – 3:42
7. The Resistance (SOULI REMIX) – 3:52
8. Stars (The Shack version) – 3:59

## Formazione
- John L. Cooper - voce, basso
- Korey Cooper - chitarra
- Jen Ledger - batteria, voce
- Seth Morrison - chitarra